# Treme
Treme (IPA: /trəˈmeɪ/) är en amerikansk TV-serie som hade premiär på HBO den 11 april 2010. Den 13 april 2010, två dagar efter premiären, annonserade HBO att serien skulle få en andra säsong. En tredje och en fjärde säsong följde, till och med december 2013. Serien visades i Sverige på SVT under hösten 2011 samt 2014 och 2016.

## Handling
Serien handlar om ett antal New Orleans-bor, som i sviterna av Orkanen Katrinas ödeläggelse av staden försöker få ordning på sin vardag och sin stad igen, men orkanen har satt djupa spår i dem alla och frågan är om livet verkligen kan återgå till det normala igen.
Serien har en stark touch av jazzmusik och det musikaliska temat fortgår genom serien.

## Rollista (urval)
- Wendell Pierce - Antoine Batiste
- Khandi Alexander - LaDonna Batiste-Williams
- Melissa Leo - Antoinette "Toni" Burnette
- John Goodman - Creighton "Cray" Burnette
- Clarke Peters - Albert "Big Cheif" Lambreaux
- Rob Brown - Delmond Lambreaux
- Kim Dickens - Jeanette Desautel
- Steve Zahn - Davis McAlary
- Lucia Micarelli - Annie Tallarico
- Michiel Huisman - Sonny
- David Morse - Terry Colson

Även en rad kända musiker medverkar i serien, bland dessa kan nämnas:
- Allen Toussaint
- Dr. John
- Elvis Costello
- Steve Earle
- Justin Townes Earle
- Big Sam
- Donald Harrison
- Lloyd Price
- Lucinda Williams